# Nagareboshi
Singles de Mika Nakashima
Candy Girl
(2009) Always
(2010)
Nagareboshi est le 30e single de Mika Nakashima sorti sous le label Sony Music Associated Records le 4 novembre 2009 au Japon. Il atteint la 10e place du classement de l'Oricon. Il se vend à 10 539 exemplaires la première semaine; et il reste 12 semaines dans le classement pour un total de 18 207 exemplaires vendus.
Memory (feat.DAISHI DANCE) a été utilisé comme campagne publicitaire pour Kanebo Kate. Les 2 chansons se trouvent sur l'album STAR.

## Liste des titres
| 1. | Nagareboshi (流れ星)                      | Kenji Kubo, Yusuke Tanaka | Yusuke Tanaka                 | 6:03 |
| 2. | Memory (feat.DAISHI DANCE)                | Lori Fine (from Coldfeet) | Daishi Dance, Tomoharu Moriya | 6:49 |
| 3. | Nagareboshi (Instrumental) (流れ星)       | Kenji Kubo, Yusuke Tanaka | Yusuke Tanaka                 | 6:03 |
| 4. | Memory (feat.DAISHI DANCE) (Instrumental) | Lori Fine (from Coldfeet) | Daishi Dance, Tomoharu Moriya | 6:47 |